# سولومون اندرو لیتون
سولومون اندرو لیتون (انگلیسی: Solomon Andrew Layton; ۲۲ ژوئیهٔ ۱۸۶۴ – ۶ فوریهٔ ۱۹۴۳) معمار اهل ایالات متحده آمریکا بود.